# 观沙岭站 (地铁)
观沙岭站，工程名为滨江新城站，位于中华人民共和国湖南省长沙市岳麓区观沙岭路、银杉路与杜鹃路交叉口地下，是长沙地铁4号线的地铁车站，与长株潭城际铁路观沙岭站换乘。本站于2019年5月26日开通。

## 车站结构
本站沿银杉路南北向布置，为地下岛式车站。

## 车站周边
- 城鐵觀沙嶺站